# Aleuritopteris wollenweberi
Aleuritopteris wollenweberi är en kantbräkenväxtart som beskrevs av Fraser-jenk. Aleuritopteris wollenweberi ingår i släktet Aleuritopteris och familjen Pteridaceae. Inga underarter finns listade.